# Nabil Antaki
Nabil Antaki est un avocat et professeur de droit québécois.
Il a été nommé professeur émérite de l'Université Laval après y avoir enseigné le droit des affaires, le droit commercial international, la médiation et l'arbitrage pendant plus de 35 ans. 
Il a été président du Centre d'arbitrage commercial national et international du Québec (organisme qu'il a lui-même fondé) pendant de nombreuses années.

## Publication
- 1998 - Le Règlement amiable des litiges

## Distinctions
- 1992 - Membre de la Société royale du Canada
- 1995 - Membre de l'Ordre du Canada